# Braies
Braies (Prags) é uma comuna italiana da região do Trentino-Alto Ádige, província de Bolzano, com cerca de 635 habitantes. Estende-se por uma área de 89 km², tendo uma densidade populacional de 7 hab/km². Faz fronteira com Cortina d'Ampezzo (BL), Dobbiaco, Marebbe, Monguelfo, Valdaora, Villabassa.

## Demografia
| Variação demográfica do município entre 1861 e 2011                               |
|                                                                                   |
| Fonte: Istituto Nazionale di Statistica (ISTAT) - Elaboração gráfica da Wikipedia |